# Duane Ross
Randolph Duane Ross  (ur. 5 grudnia 1972 w Shelby) – amerykański lekkoatleta specjalizujący się w krótkich biegach płotkarskich, uczestnik letnich igrzysk olimpijskich w Atenach (2004).
W wyniku śledztwa przeprowadzonego w 2010 r. został zdyskwalifikowany na 2 lata za stosowanie niedozwolonych środków dopingujących, a wszystkie jego rezultaty od 2 listopada 2001 r. anulowane.
Trenuje swojego syna Randolpha, złotego medalistę igrzysk olimpiijskich w Tokio.

## Sukcesy sportowe
- halowy mistrz Stanów Zjednoczonych w biegu na 60 metrów przez płotki – 1998[4]

| Rok  | Miasto    | Zawody                    | Konkurencja       | Wynik         |
| ---- | --------- | ------------------------- | ----------------- | ------------- |
| 1997 | Paryż     | Halowe mistrzostwa świata | bieg na 60 m ppł  | 4. miejsce    |
| 1997 | Maebashi  | Halowe mistrzostwa świata | bieg na 60 m ppł  | 4. miejsce    |
| 1999 | Sewilla   | Mistrzostwa świata        | bieg na 110 m ppł | brązowy medal |
| 1999 | Monachium | Finał Grand Prix IAAF     | bieg na 60 m ppł  | 5. miejsce    |

## Rekordy życiowe
- bieg na 50 metrów przez płotki (hala) – 6,36 – Liévin 21/02/1999
- bieg na 60 metrów przez płotki (hala) – 7,43 – Atlanta 28/02/1998
- bieg na 110 metrów przez płotki – 13,12 – Sewilla 25/08/1999